# Прагі
Прагі (ест. Pragi), також Койола (ест. Koiola) — село в Естонії, входить до складу волості Лахеда, повіту Пилвамаа.